# 伸梗龙胆
伸梗龙胆（学名：Gentiana producta）为龙胆科龙胆属的植物，为中国的特有植物。分布在中国大陆的四川等地，多生长在山坡草地，目前尚未由人工引种栽培。